# Selbstverwaltungswahlen in Polen 2002
Die Selbstverwaltungswahlen in Polen 2002 unterteilten sich in zwei Etappen. Der erste Wahlgang erfolgte am 27. Oktober 2002 und eventuelle Stichwahlen für das Bürgermeisteramt zwei Wochen später. Die Koalition aus Sojusz Lewicy Demokratycznej und Unia Pracy konnte ihre führende Position erhalten. Im Vergleich zu den vorherigen Wahlen kamen mit PO, PiS, LPR, SRP und PSL neue Parteien hinzu, die aus dem Stand hohen Zuspruch erhielten. Die Wahlbeteiligung betrug 44,23 Prozent.

## Parteienliste
Die Reihenfolge von landesweit kandidierenden Parteien wurde durch die staatliche Wahlkommission gelost und sieht folgendermaßen aus:
- Liga Polskich Rodzin (Liga Polnischer Familien) – Nr. 1
- Samoobrona Rzeczpospolitej Polskiej (Selbstverteidigung der Republik Polen) – Nr. 2
- Sojusz Lewicy Demokratycznej – Unia Pracy (Bündnis der Demokratischen Linken – Arbeitsunion) – Nr. 3
- Unia Samorządowa (Selbstverwaltungsunion) – Nr. 4
- Polska Partia Pracy (Polnische Partei der Arbeit) – Nr. 5
- Polskie Stronnictwo Ludowe (Polnische Volkspartei) – Nr. 6
- Unia Polityki Realnej (Union für Realpolitik)  – Nr. 7

### Ergebnisse in Prozent
Bei den Wahlen zu den Sejmiks betrug die Wahlbeteiligung 44,23 %. Insgesamt wurden 11.165.501 gültige Stimmzettel abgegeben. 14,43 % waren ungültig.
Alle Angaben in Prozent.
| Sejmik           | SLD–UP          | SRP   | PO–PiS | PO–PiS | LPR   | PSL   | US   | UPR  | PPP  | Lokalparteien | Andere |      |
| ---------------- | --------------- | ----- | ------ | ------ | ----- | ----- | ---- | ---- | ---- | ------------- | ------ | ---- |
| Sejmik           | Niederschlesien | 27,73 | 17,50  | 16,13  | 16,13 | 15,01 | 6,34 | 7,49 | 2,15 | 1,20          | —      | 6,45 |
| Kujawien-Pommern | 31,80           | 18,44 | 12,10  | 12,10  | 13,97 | 10,84 | 1,28 | 1,53 | 1,58 | —             | 8,46   |      |
| Lublin           | 20,56           | 21,84 | 8,47   | 8,47   | 18,36 | 19,81 | 0,88 | 1,52 | 1,50 | —             | 7,06   |      |
| Lebus            | 42,90           | 13,09 | 13,09  | 13,09  | 12,90 | 8,41  | 2,03 | 1,67 | 1,58 | —             | 4,33   |      |
| Łódź             | 23,91           | 21,51 | 9,15   | 9,15   | 13,87 | 15,31 | 1,22 | 2,18 | 1,71 | —             | 11,15  |      |
| Kleinpolen       | 17,73           | 11,41 | 19,    | 07     | 17,86 | 8,08  | 0,87 | 2,87 | 1,02 | 13,821        | 7,27   |      |
| Masowien         | 21,09           | 15,52 | 8,47   | 17,35  | 14,25 | 11,39 | 1,55 | 3,50 | 0,94 | —             | 5,95   |      |
| Oppeln           | 24,51           | 11,29 | 11,00  | 11,00  | 11,64 | 10,52 | 0,56 | 2,36 | 1,41 | 18,612        | 8,11   |      |
| Karpatenvorland  | 18,39           | 16,32 | —      | —      | 22,86 | 14,14 | 0,53 | 2,29 | 0,89 | 15,373        | 9,20   |      |
| Podlachien       | 20,08           | 16,06 | 16,13  | 16,13  | 18,26 | 12,32 | 0,58 | 0,49 | 0,97 | —             | 15,11  |      |
| Pommern          | 21,62           | 14,06 | 30,    | 69     | 10,36 | 6,27  | 3,82 | 2,65 | 1,25 | —             | 9,29   |      |
| Schlesien        | 25,78           | 11,05 | 14,22  | 14,22  | 11,37 | 4,31  | 5,82 | 2,06 | 1,99 | 7,964         | 15,45  |      |
| Heiligkreuz      | 25,98           | 21,01 | 13,11  | 13,11  | 10,00 | 20,33 | 0,64 | 1,68 | 2,59 | —             | 4,65   |      |
| Ermland-Masuren  | 32,05           | 16,71 | 13,59  | 13,59  | 13,20 | 12,63 | 0,92 | 2,15 | 2,63 | —             | 6,13   |      |
| Großpolen        | 27,89           | 15,50 | 16,88  | 16,88  | 11,33 | 12,77 | 1,77 | 2,21 | 1,93 | —             | 9,72   |      |
| Westpommern      | 33,17           | 19,14 | 11,20  | 11,20  | 13,23 | 5,55  | 1,54 | 2,10 | 1,75 | —             | 12,31  |      |
| Polen            | 24,65           | 15,98 | 15,59  | 15,59  | 14,36 | 10,81 | 2,29 | 2,57 | 1,50 | 3,55          | 8,99   |      |

Erläuterung:
1 KWW Wspólnota Małopolska,
2 Deutsche Minderheit,
3 KWW Podkarpacie Razem,
4 KWW Wspólnota Samorządowa Województwa Śląskiego.

### Mandatsverteilung
Quelle: Państwowa Komisja Wyborcza
| Sejmik           | SLD–UP          | SRP | PO–PiS | PO–PiS | LPR | PSL | MN | PR | WM | WSWŚ | US | Insgesamt |   |    |
| ---------------- | --------------- | --- | ------ | ------ | --- | --- | -- | -- | -- | ---- | -- | --------- | - | -- |
| Sejmik           | Niederschlesien | 12  | 8      | 6      | 6   | 6   | 2  | —  | —  | —    | —  | Insgesamt | 2 | 36 |
| Kujawien-Pommern | 13              | 8   | 3      | 3      | 6   | 3   | —  | —  | —  | —    | —  | 33        |   |    |
| Lublin           | 9               | 8   | 2      | 2      | 7   | 7   | —  | —  | —  | —    | —  | 33        |   |    |
| Lebus            | 17              | 4   | 4      | 4      | 3   | 2   | —  | —  | —  | —    | —  | 30        |   |    |
| Łódź             | 12              | 10  | 2      | 2      | 6   | 6   | —  | —  | —  | —    | —  | 36        |   |    |
| Kleinpolen       | 8               | 4   | 1      | 0      | 9   | 2   | —  | —  | 6  | —    | —  | 39        |   |    |
| Masowien         | 14              | 8   | 5      | 10     | 7   | 7   | —  | —  | —  | —    | —  | 51        |   |    |
| Oppeln           | 11              | 3   | 3      | 3      | 3   | 3   | 7  | —  | —  | —    | —  | 30        |   |    |
| Karpatenvorland  | 6               | 5   | —      | —      | 9   | 6   | —  | 7  | —  | —    | —  | 33        |   |    |
| Podlachien       | 9               | 5   | 6      | 6      | 7   | 3   | —  | —  | —  | —    | —  | 30        |   |    |
| Pommern          | 9               | 6   | 1      | 4      | 3   | 1   | —  | —  | —  | —    | —  | 33        |   |    |
| Schlesien        | 20              | 6   | 10     | 10     | 7   | —   | —  | —  | —  | 4    | 1  | 48        |   |    |
| Heiligkreuz      | 10              | 7   | 3      | 3      | 3   | 7   | —  | —  | —  | —    | —  | 30        |   |    |
| Ermland-Masuren  | 13              | 5   | 5      | 5      | 4   | 3   | —  | —  | —  | —    | —  | 30        |   |    |
| Großpolen        | 13              | 7   | 8      | 8      | 6   | 5   | —  | —  | —  | —    | —  | 39        |   |    |
| Westpommern      | 13              | 7   | 3      | 3      | 6   | 1   | —  | —  | —  | —    | —  | 30        |   |    |
| Polen            | 189             | 101 | 94     | 94     | 92  | 58  | 7  | 7  | 6  | 4    | 3  | 561       |   |    |

### Powiat-Wahlen
| Partei | Partei                                        | Zahl der Mandate |
| ------ | --------------------------------------------- | ---------------- |
|        | Bund der Demokratischen Linken – Arbeitsunion | 1639             |
|        | Polnische Bauernpartei                        | 851              |
|        | Selbstverteidigung der Republik Polen         | 441              |
|        | Liga Polnischer Familien                      | 194              |
|        | Platforma Obywatelska                         | 48               |
|        | Andere                                        | 3121             |

### Gmina-Wahlen
Die Statistik umfasst Kreisfreie Städte, Gemeinden über 20 Tsd. Einwohner, Gemeinden unter 20 Tsd. Einwohner und alle Stadtteile Warschaus.
| Partei                                                                                      | Partei                                        | Zahl der Mandate |
| ------------------------------------------------------------------------------------------- | --------------------------------------------- | ---------------- |
|                                                                                             | Bund der Demokratischen Linken – Arbeitsunion | 4816             |
|                                                                                             | Polnische Bauernpartei                        | 4077             |
|                                                                                             | Selbstverteidigung der Republik Polen         | 988              |
|                                                                                             | Liga Polnischer Familien                      | 779              |
|                                                                                             | Recht und Gerechtigkeit¹                      | 207              |
|                                                                                             | Platforma Obywatelska¹                        | 160              |
|                                                                                             | Selbstverwaltungsunion                        | 1                |
|                                                                                             | Polnische Partei der Arbeit                   | 1                |
|                                                                                             | Andere                                        | 28.943           |
| ¹ Beide Parteien traten in Rzeszów als Koalition an und erzielten zusätzlich sechs Mandate. |                                               |                  |